# Lamprosema benepictalis
Lamprosema benepictalis là một loài bướm đêm trong họ Crambidae.